# Fräulein Julie (2014)
Fräulein Julie (Originaltitel: Miss Julie) ist ein Film von Liv Ullmann nach dem gleichnamigen Theaterstück von August Strindberg. In den Hauptrollen spielen Jessica Chastain und Colin Farrell. Der Film hatte seine Premiere am 7. September 2014 beim Toronto International Film Festival. Der Kinostart in Deutschland war am 22. Januar 2015.

## Handlung
Irland 1890: Fräulein Julie, eine junge Adelige, bewohnt mit ihrem Vater ein ländliches Anwesen in Fermanagh. In der Mittsommernacht versucht sie den Hausdiener ihres Vaters, John, zu verführen, um ihrem Alltag als Tochter eines Grafen zu entfliehen und ihr von gesellschaftlichen Normen dominiertes Leben aufzubrechen. Sie beginnt, die Standesgrenzen auszuloten, und will John entgegen der Tatsache, dass dieser bereits mit Kathleen verlobt ist, für sich gewinnen. In der Abwesenheit ihres Vaters entfaltet sich ein Kampf der Geschlechter und ein psychologisches Spiel um Macht, Begierde und Verführung.

## Kritik
Der Filmdienst urteilt: „Die Verfilmung von August Strindbergs gleichnamigem Theaterstück ist eine klassische Adaption ohne interpretatorische Neuansätze und bleibt filmsprachlich konventionell und schematisch. Zwar beeindruckt die emotionale Tour de Force der Hauptdarstellerin, insgesamt aber lässt der Film eine neue Perspektive auf den Stoff vermissen.“

## Auszeichnungen
Die beiden Hauptdarsteller Jessica Chastain und Colin Farrell erhielten für ihre Leistung mehrere Nominierungen, darunter Chastain beim Critics’ Choice Movie Award und von der Central Ohio Film Critics Association (jeweils auch für andere Filme) sowie Farrell beim norwegischen Filmpreis Amanda und beim London Critics’ Circle Film Award. Bei den Irish Film and Television Awards erhielten beide eine Nominierung sowie die Kostümbildnerin Consolata Boyle.